# Ugo Spagnoli
Ugo Spagnoli (Messina, 27 luglio 1926 – Torino, 17 gennaio 2012) è stato un costituzionalista e politico italiano, deputato dal 1963 al 1986 e giudice costituzionale dal 1986 al 1995 nonché vicepresidente nel 1995.

## Biografia
Nel 1944 ancora studente era entrato nella Resistenza con il nome di battaglia di Valobra fra i garibaldini della Brigata SAP Ivrea.

Nel 1948 si è laureato in giurisprudenza all'Università degli Studi di Torino con il massimo dei voti discutendo la tesi «Responsabilità internazionale degli Stati per diniego di giustizia».
È stato consigliere comunale di Torino da luglio 1956 ad ottobre 1964.
È stato deputato ininterrottamente dalla IV alla IX legislatura della Camera dei deputati (1963-1986) per il Partito Comunista Italiano del cui gruppo parlamentare è stato vicepresidente nell'VIII e IX legislatura.

Ha fatto parte di molte commissioni della Camera tra cui:
- Commissione Affari costituzionali nella IV, V, VIII e IX legislatura;
- Commissione Giustizia nella IV, VI e VII legislatura ricoprendo anche l'incarico di vicepresidente da luglio 1972 a giugno 1979;
- Commissione inquirente per i procedimenti d'accusa nella IV, V, VI, VII, VIII e IX legislatura ricoprendo anche l'incarico di vicepresidente da agosto 1972 a giugno 1979;
- Giunta del regolamento nella IV, VIII e IX legislatura;
- Commissione speciale per l'esame dei progetti di legge sui contratti di locazione degli immobili urbani nella IV, V, VI e VII legislatura ricoprendo anche l'incarico di vicepresidente da marzo 1967 a luglio 1976;
- Commissione bicamerale d'inchiesta sugli eventi del giugno - luglio 1964 (SIFAR) di cui è stato segretario per tutta la durata dal 15 aprile 1969 al 15 dicembre 1970;
- Commissione bicamerale per le riforme istituzionali (Bozzi) dal 24 novembre 1983 al 29 gennaio 1985.

Dal 1976 al 1979 è stato presidente del Centro per la Riforma dello Stato.
È stato eletto giudice della Corte costituzionale dal Parlamento in seduta comune il 6 febbraio 1986 al primo scrutinio con 701 voti su 811 votanti e ha giurato il 25 febbraio 1986; è stato nominato vicepresidente della Corte il 16 gennaio 1995 dal presidente Francesco Paolo Casavola in sostituzione di Gabriele Pescatore. È cessato dalla carica il 25 febbraio 1995.
Dal 1995 al 2000 ha insegnato Giustizia costituzionale presso l'Università degli Studi di Torino.

## Pubblicazioni
- Giangiulio Ambrosini e Ugo Spagnoli, Rapporto sulla repressione, Roma, Editori Riuniti, 1970.
- Ugo Spagnoli, I problemi di riforma dei servizi informazione della difesa dopo le risultanze della Commissione d'inchiesta in Le istituzioni militari e l'ordinamento costituzionale, Atti del convegno organizzato dal Centro di studi e iniziative per la riforma dello Stato (Roma, 20-21 febbraio 1974), Roma, Editori riuniti, 1974, pp. 89–141.
- Ugo Spagnoli, I problemi della Corte: appunti di giustizia costituzionale, Torino, Giappichelli Editore, 1996. ISBN 88-348-6037-3.